# A Kajmán-szigetek zászlaja
A Kajmán-szigetek zászlaján a brit Kék Lobogó, a teljes címer megjelenik, amelyet 1958. május 14-én adományoztak. A három csillag a három főszigetet képviseli (Grand Cayman, Cayman Brac és Little Britain). Az oroszlán a Nagy-Britannia iránti lojalitásra utal. Egy teknős és egy ananász képviseli a sziget flóráját és faunáját. A címer alatt aranyszínű szalagon olvasható a nemzeti mottó: „He Hath Founded It Upon The Sea” – „Ő találta meg a tengeren”, mely a felfedező Kolumbuszra utal. Ez szolgál állami zászlóként és lobogóként, a civil zászló és lobogó a brit Vörös Lobogó, rajta a szigetek címerével.

A független Kajmán-szigetek elképzelt állami zászlaja